# 潮州音樂
潮州音樂是潮州人的傳統民間器樂，盛行於中國廣東省潮州、汕頭、揭陽，分布到周圍的閩南、惠州、梅州和香港、澳門、泰國、馬來西亞、新加坡、台灣等潮人聚居地。它的樂器大約可分弦類：有白字頭弦、外江頭弦、二弦、二胡、三弦、琵琶、月琴、秦琴、箏、洋琴等；管類：吹、橫笛。鼓板：鼓、板、梆子。銅器：蘇鑼、斗鑼、月鑼、鈸。

## 起源
基於潮州的民歌、歌舞音樂等，並吸收各地戲曲音樂，包括弋陽腔、粤剧、昆曲、漢調、秦腔以及宗教音樂如法曲、道曲等，約形成於16世紀至17世紀。

## 類別
潮州音樂可依演出場合分成室內樂與廣塲音樂，室內樂包括潮州弦詩、潮阳笛套、潮州細樂和潮州廟堂音樂。廣塲音樂主要有潮州大鑼鼓、潮州外江鑼鼓、潮州花燈鑼鼓和潮州小鑼鼓等。

## 特殊樂器
潮州音樂使用的特別樂器有二弦、「的禾」（音di1 da2，潮州嗩吶）、深波（高邊鑼）等。的禾用於鑼鼓樂，以麥桿為簧片，音色柔美。深波是潮州特有的鑼，以軟槌擊打，音色純厚。

## 記譜法
- 二四譜：以中文數字二、三、四、五、六、七、八代表sol、la、dol、re、mi、sol、la。并用潮州话唱念。

## 其他
「潮州音樂」亦為粵語中之歇後語，指「自己顧自己」（讀若gagigugagi，為二弦拉奏時的象聲）。